# Frank Guarrera
Francesco Guerrera, detto Frank (Filadelfia, 3 dicembre 1923 – Bellmawr, 23 novembre 2007), è stato un baritono statunitense.

## Biografia
Frank Guerrara nacque a Filadelfia nel 1923 in una famiglia di immigrati siciliani. I suoi studi di canto al Curtis Institute of Music furono interrotti dalla seconda guerra mondiale, durante la quali prestò servizio nell'United States Navy per due anni. Fece il suo debutto sulle scene nel 1947 come Silvio in Pagliacci alla New York City Opera. La vittoria di un'audizione gli portò il suo primo contratto con il Metropolitan Opera House, offertogli da Edward Johnson. L'audizione lo portò anche all'attenzione di Arturo Toscanini, che lo volle come Fanuel nel Nerone al Teatro alla Scala nel 1948. Nella stagione 1947/1948 avrebbe cantato al Piermarini anche come Zurga ne I pescatori di perle e Manfredo ne L'amore dei tre re.
Di ritorno in patria, esordì al Metropolitan il 14 dicembre 1948 come Escamillo in Carmen accanto a Risë Stevens, Ramon Vinay e Licia Albanese. Il ruolo di Escamillo sarebbe diventato il suo cavallo di battaglia e lo avrebbe cantato al Met per ottantatré volte nel corso di ventitré anni. Avrebbe trascorso ventotto stagioni consecutive al Metropolitan, durante le quali cantò nei ruoli dell'eponimo protagonista in Simon Boccanegra, Rigoletto e Eugenio Onegin, del Conte ne Le nozze di Figaro, Figaro ne Il barbiere di Siviglia, Enrico in Lucia di Lammermoor, Germont ne La traviata, Ford in Falstaff, Marcello ne La bohème, Guglielmo in Così fan tutte, Amonasro in Aida, il Conte di Luna ne Il trovatore, Valentin in Faust e Alfio in Cavalleria rusticana (diretto da Leonard Bernstein). Diede il suo addio alle scene come Gianni Schicchi l'8 maggio 1976: in totale, cantò al Met in trentacinque ruoli e per 677 rappresentazioni.
È morto nel 2007, dieci giorni prima del suo ottantaquattresimo compleanno.